# Leszno Dolne
Leszno Dolne is een plaats in het Poolse district  Żagański, woiwodschap Lubusz. De plaats maakt deel uit van de gemeente Szprotawa en telt 320 inwoners.